# Aristotelizam
Aristotelizam je tradicija u filozofiji i u nauci naziv za nauk Aristotelovih sljedbenika, naročito srednjovjekovnih i renesansnih tumača Aristotelove duhovne baštine. Aristotelizam je tokom renesanse vladao svim poljima znanja.

## Istorija
Komentarisanje Aristotelovih djela započeli su već peripatetici (Andronik s Rodosa, Aleksandar iz Afrodizijade i drugi) i prevladavalo je, uz neoplatonističke koncepcije, sveukupnom filozofskom proizvodnjom do kasne renesanse. Aristotelizam je tako postajao sve manje nauk samog Aristotela, a sve više njegovih tumača koji su mu dali onaj konačan oblik s kojim je ušao u evropsku kulturu.
Smrću Boetija 524. godine, koji je na latinski preveo Aristotelove logičke spise, Evropa je izgubila neposredan dodir s grčkom filozofskom predajom. Oživljena posredovanjem Arapa (islamski aristotelizam), ta baština je već kod njih imala mnogobrojne sljedbenike, a među njima se posebno ističu Ibn Sina (avicenizam) početkom 11. vijeka i Ibn Rušd (averoizam) u 12. vijeku, koji su u tada nejasnim Aristotelovim tekstovima vidjeli teoriju monopsihizma (jedinstvo intellectus agens u svim ljudima). Kod Jevreja je najpoznatiji predstavnik aristotelizma u to doba Moše Majmonid. Aristotelovi fizički i metafizički spisi, prevedeni na latinski tokom 13. vijeka, nagovijestili su naučni prevrat u renesansi.
Najprije zabranjivani (1110—1366), ti radovi su poslije srasli i sa sholastičkom naukom, koja je već prihvatila Aristotela logičara u polemici o ’pitanju univerzalija’. Djelom Alberta Velikog i pogotovo Tome Akvinskog napokon je prihvaćen i čitav Aristotelov logičko-fizičko-metafizički kompleks, premda preoblikovan i prilagođen novoj potrebi sistematizovanja sveukupne hrišćanske misli. Tomizam tako postaje službeno crkveno stajalište prema klasičnom sporu između aristotelizma i platonizma (augustinizam), a sam Aristotel dobija snagu neoborivog autoriteta koji će ubuduće, kroz renesansu, imati dvojaku ulogu unapređivanja i skrućivanja filozofske i naučne misli. Aristotelizam srednjeg vijeka postaje temelj savremene „neosholastike”.
Aristotelovo djelo i njegova srednjovjekovna redakcija aristotelizam služili su kao tačka-odrednica različitih, pa i proturječnih, filozofskih, naučnih i ideoloških motiva. Antiaristotelizam Francuza Pjera de la Ramea (Petrus Ramus) ili Hrvata Franeta Petrića (Franciskus Patricijus), okrenuti su konstruktivnoj razgradnji sholastičke šeme tumačenja Aristotela kao mislioca sinteze, dok naturalistički pravac aristotelizma razvijaju aleksandristi. Istovremeno je oživljavanje Aristotelovih analitičkih metoda vodilo na novi put koji je davao povremeno i neposredne naučne doprinose, kao što su Harvijevo otkriće cirkulacije krvi, ili pak Lajbnicove koncepcije kretanja, vremena i prostora.

## Literatura
- -{Chappell, Timothy (ur.), Values and Virtues: Aristotelianism in Contemporary Ethics, Oxford University Press, 2006.
- Ferrarin, Alfredo, Hegel and Aristotle, Cambridge University Press, 2001.
- Kenny, Anthony, Essays on the Aristotelian Tradition, Oxford University Press, 2001.
- Knight, Kelvin, Aristotelian Philosophy: Ethics and Politics from Aristotle to MacIntyre, Polity Press, 2007.  978-0-7456-1976-7.
- Knight, Kelvin & Paul Blackledge (ur.), Revolutionary Aristotelianism: Ethics, Resistance and Utopia, Lucius & Lucius (Stuttgart, Germany), 2008.
- Lobkowicz, Nicholas, Theory and Practice: History of a Concept from Aristotle to Marx, University of Notre Dame Press, 1967.
- MacIntyre, Alasdair, After Virtue: A Study in Moral Theory, University of Notre Dame Press, 1984 / Duckworth, 1985 (2. izd.).
- MacIntyre, Alasdair, Whose Justice? Which Rationality?, University of Notre Dame Press / Duckworth, 1988.
- MacIntyre, Alasdair, Three Rival Versions of Moral Enquiry: Encyclopaedia, Genealogy, and Tradition, University of Notre Dame Press / Duckworth, 1990.
- MacIntyre, Alasdair, 'The Theses on Feuerbach: A Road Not Taken', in Kelvin Knight (ur.), The MacIntyre Reader, University of Notre Dame Press / Polity Press, 1998.
- MacIntyre, Alasdair, Dependent Rational Animals: Why Human Beings Need the Virtues, Open Court / Duckworth, 1999.
- MacIntyre, Alasdair, 'Natural Law as Subversive: The Case of Aquinas' and 'Rival Aristotles: 1. Aristotle Against Some Renaissance Aristotelians; 2. Aristotle Against Some Modern Aristotelians', in MacIntyre, Ethics and Politics: Selected Essays volume 2, Cambridge University Press, 2006.
- Moraux, Paul, Der Aristotelismus bei den Griechen, Von Andronikos bis Alexander von Aphrodisias: Vol. I: Die Renaissance des Aristotelismus im I. Jh.v. Chr. (1973); Vol. II: Der Aristotelismus im I. und II. Jh.n. Chr. (1984); Vol. III: Alexander von Aphrodisias (2001) – Edited by Jürgen Wiesner, with a chapter on Ethics by Robert W. Sharples.
- Riedel, Manfred (ur.), Rehabilitierung der praktischen Philosophie, Rombach, volume 1, 1972; volume 2, 1974.
- Ritter, Joachim, Metaphysik und Politik: Studien zu Aristoteles und Hegel, Suhrkamp, 1977.
- Schrenk, Lawrence P. (ur.), Aristotle in Late Antiquity, Catholic University of America Press, 1994.
- Sharples, R. W. (ur.), Whose Aristotle? Whose Aristotelianism?, Ashgate, 2001.
- Shute, Richard, On the History of the Process by Which the Aristotelian Writings Arrived at Their Present Form, Arno Press, 1976 (originally 1888).
- Sorabji, Richard (ur.), Aristotle Transformed: The Ancient Commentators and Their Influence, Duckworth, 1990.
- Stocks, John Leofric, Aristotelianism, Harrap, 1925.
- Veatch, Henry B., Rational Man: A Modern Interpretation of Aristotelian Ethics, Indiana University Press, 1962.}-

## Spoljašnje veze
- (jezik: engleski)
- (jezik: engleski)
- (jezik: engleski)